# Ardèche Classic 2025
De 25e editie van de wielerwedstrijd Ardèche Classic werd gehouden op 1 maart 2025. De start en finish vonden plaats in Guilherand-Granges. De wedstrijd maakte deel uit van de UCI ProSeries als 1.Pro-wedstrijd. De titelverdediger was Juan Ayuso en hij werd opgevolgd door Romain Grégoire, die won nadat de kopgroep in de slotfase van de koers de verkeerde kant op reed.

## Deelname
Er namen tien UCI World Tour-ploegen, vier UCI ProTeams en negen UCI Continental team deel.
| WorldTour | WorldTour | ProTeam | Continentaal                                                                                |
| --- | --- | --- | ------------------------------------------------------------------------------------------- |
| Arkéa-B&B Hotels Cofidis Decathlon AG2R La Mondiale EF Education-EasyPost Groupama-FDJ Intermarché-Wanty Lidl-Trek | Movistar Team Soudal-Quick Step Team Picnic PostNL Team Visma \| Lease a Bike UAE Team Emirates-XRG XDS Astana Team | Israel-Premier Tech Lotto Q36.5 Pro Cycling Team Team TotalEnergies Tudor Pro Cycling Team Unibet Tietema Rockets | CIC-U-Nantes Nice Métropole Côte d'Azur St Michel Preference Home-Auber93 Van Rysel-Roubaix |

## Uitslag
| Plaats  | Naam                   | Ploeg                      | Tijd     |
| ------- | ---------------------- | -------------------------- | -------- |
| Winnaar | Romain Grégoire        | Groupama-FDJ               | 4u13'22" |
| 2       | Marco Brenner          | Tudor                      | + 3"     |
| 3       | Lorenzo Fortunato      | XDS Astana                 | z.t.     |
| 4       | Clément Champoussin    | XDS Astana                 | + 7"     |
| 5       | Christian Scaroni      | XDS Astana                 | z.t.     |
| 6       | Mattias Skjelmose      | Lidl-Trek                  | + 10"    |
| 7       | Javier Romo            | Movistar                   | + 22"    |
| 8       | Brandon McNulty        | UAE Team Emirates-XRG      | z.t.     |
| 9       | Enric Mas              | Movistar                   | + 31"    |
| 10      | Juan Ayuso             | UAE Team Emirates-XRG      | + 41"    |
| 11      | Louis Barré            | Intermarché-Wanty          | z.t.     |
| 12      | Guillaume Martin       | Groupama-FDJ               | + 43"    |
| 13      | Aurélien Paret-Peintre | Decathlon AG2R La Mondiale | z.t.     |
| 14      | Ben Tulett             | Visma \| Lease a Bike      | z.t.     |
| 15      | Igor Arrieta           | UAE Team Emirates-XRG      | z.t.     |
| 16      | Alex Aranburu          | Cofidis                    | z.t.     |
| 17      | Warren Barguil         | Picnic PostNL              | z.t.     |
| 18      | Michael Woods          | Israel-Premier Tech        | z.t.     |
| 19      | Andrea Bagioli         | Lidl-Trek                  | + 1'08"  |
| 20      | Jordan Jegat           | TotalEnergies              | z.t.     |
|         |                        |                            |          |
| 22      | Ilan Van Wilder        | Soudal Quick-Step          | + 1'16"  |
| 43      | Milan Vader            | Q36.5                      | + 4'24"  |

2001 · 
2002 · 
2003 · 
2004 · 
2005 · 
2006 · 
2007 · 
2008 · 
2009 · 
2010 · 
2011 · 
2012 · 
2013 · 
2014 · 
2015 · 
2016 · 
2017 · 
2018 · 
2019 · 
2020 ·
2021 ·
2022 · 
2023 · 2024 · 2025
Ronde van Valencia ·
Ronde van Oman ·
Clásica de Almería ·
Figueira Champions Classic ·
Ronde van de Algarve ·
Ruta del Sol ·
Ardèche Classic ·
Drôme Classic ·
Kuurne-Brussel-Kuurne ·
Trofeo Laigueglia ·
Nokere Koerse ·
Milaan-Turijn ·
GP Denain ·
Bredene Koksijde Classic ·
Grote Prijs Miguel Indurain ·
Ronde van Hainan ·
Scheldeprijs ·
Brabantse Pijl ·
Ronde van de Alpen ·
Ronde van Turkije ·
Grote Prijs van Plumelec ·
Tro Bro Léon ·
Klassiek Duinkerke-GP van de Hauts-de-France ·
Vierdaagse van Duinkerke ·
Ronde van Hongarije ·
Veenendaal-Veenendaal ·
Antwerp Port Epic ·
Boucles de la Mayenne ·
Ronde van Noorwegen ·
Ronde van Slovenië ·
Brussels Cycling Classic ·
Dwars door het Hageland ·
Mont Ventoux Dénivelé Challenge ·
Ronde van België ·
Ronde van het Qinghaimeer ·
Ronde van Wallonië ·
Ronde van Burgos ·
Arctic Race of Norway ·
Ronde van Denemarken ·
Circuit Franco-Belge ·
Ronde van Duitsland ·
Ronde van Groot-Brittannië ·
Maryland Cycling Classic ·
GP Industria & Artigianato-Larciano ·
Coppa Sabatini ·
Grote Prijs van Fourmies ·
Grote Prijs van Wallonië ·
Ronde van Luxemburg ·
Super 8 Classic ·
Ronde van Langkawi ·
Ronde van het Münsterland ·
Ronde van Emilia ·
Coppa Bernocchi ·
Ronde van de Drie Valleien ·
Ronde van Piemonte ·
Ronde van het Taihu-meer ·
Parijs-Tours ·
Ronde van Veneto ·
Japan Cup ·
Veneto Classic